# Calochilus paludosus
Calochilus paludosus là một loài lan tìm thấy ở Úc. Nó không phải là loài đặc biệt phổ biến nhưng có thể thấy ở heathland đầm lầy, cũng như các dải khô ở xứ núi. Hoa nở vào đầu mùa xuân. Loài cây này cũng được tìm thấy ở các nơi đất được tưới tiêu tốt. Loài này đã xuất hiện trong văn bản khoa học trong Prodromus Florae Novae Hollandiae vào năm 1810, tác giả là Robert Brown.